# Stictoleptura dichroa
Stictoleptura dichroa is een keversoort uit de familie van de boktorren (Cerambycidae). De wetenschappelijke naam van de soort werd voor het eerst geldig gepubliceerd in 1871 door Charles Émile Blanchard.